# José Arnáez Vadillo
José Dimas Arnáez Vadillo (Haro, septiembre de 1957) es un profesor universitario español y rector de la Universidad de La Rioja entre 2012 y 2016.

## Biografía
Es catedrático universitario de Geografía Física en la Universidad de La Rioja. Está licenciado en Geografía por la Universidad de Zaragoza y se doctoró en la Universidad de La Laguna. Su tesis doctoral, titulada Formas y procesos de erosión en la evolución de vertientes de la Sierra de la Demanda (Sistema Ibérico), fue defendida el 17 de octubre de 1986 bajo la dirección de José María García Ruiz.
Ha ocupado diferentes cargos académicos en la Universidad: director del Centro de Ciencias Humanas, Jurídicas y Sociales; secretario y director del Departamento de Ciencias Humanas. Asimismo, ha sido claustral y miembro del Consejo de Gobierno. Ha formado parte del Patronato de la Fundación Caja Rioja y de la Fundación de la Universidad de La Rioja.
En el ámbito científico ha pertenecido a la Junta Directiva de la Sociedad Española de Geomorfología y ha presidido el Grupo de Geografía Física de la Asociación de Geógrafos Españoles.
Ha impartido docencia en la Universidad de La Laguna, en la Universidad de Zaragoza (Colegio Universitario de La Rioja) y en la Universidad de La Rioja asumiendo las funciones del antiguo centro. Ha trabajado en diferentes proyectos de investigación nacionales y europeos relacionados con el medio ambiente y la ordenación del territorio. Ha colaborado o dirigido diferentes estudios para organismos públicos y empresas privadas. Ha impartido cursos o seminarios sobre la problemática ambiental y ha colaborado con diferentes medios de comunicación.
Fue elegido rector de la Universidad de La Rioja en las elecciones celebradas el 24 de mayo de 2012 y tomó posesión del cargo en el acto celebrado el 4 de junio de 2012. En 2016 fue relevado por Julio Rubio García.
Durante su mandato como rector de la Universidad de La Rioja fue presidente del Consorcio Campus Iberus, del Grupo 9 de Universidades y de la Comisión Sectorial de Asuntos Estudiantiles de la Conferencia de Rectores de Universidades Españolas (CRUE) .
| Predecesor: José M.ª Martínez de Pisón Cavero | Rector de la Universidad de La Rioja 2012 - 2016 | Sucesor: Julio Rubio García |

## Publicaciones
- Jerarquía urbana y áreas funcionales en la Rioja (junto con Juan Díez del Corral y Montserrat Muga Fernández). Logroño: Instituto de Estudios Riojanos, 1985, págs. 71.[7]
- Geografía de La Rioja. Logroño: Caja Rioja, 1994, 3 v.
- El río Ebro en el municipio de Logroño. Logroño: Instituto de Estudios Riojanos, 1994, págs. 61.
- Naturaleza de La Rioja (junto con José M.ª García Ruiz). Logroño: Nueva Rioja, 1997, págs. 335.
- Espacios naturales y paisajes en La Rioja (junto con José M.ª García Ruiz), Logroño, Instituto de Estudios Riojano, 2007, págs. 158.
- Geocolumnas desde La Solana: Sierra de la Demanda. Logroño: Tira y retira, 2007, págs. 64.